# 8506-os mellékút (Magyarország)
A 8506-os számú mellékút egy rövid, kevesebb, mint 4 kilométer hosszú, négy számjegyű mellékút Győr-Moson-Sopron vármegye területén. Mosonszolnokot köti össze a 86-os főúttal, melynek nyomvonala itt egybeesik az E65-ös európai úttal.

## Nyomvonala
Mosonszolnok központjában ágazik ki a 8505-ös útból, annak a 6+400-as kilométerszelvénye közelében. Délkeleti irányban indul, Szabadság út néven, és így is lép ki a belterületről, valamivel kevesebb, mint egy kilométer megtétele után. Hátralévő részét a település külterületei között teljesíti, és szűk három kilométernyi szakaszt követően, a 86-os főútba beletorkollva véget is ér, annak 179+950-es kilométerszelvénye táján, Mosonszolnok és Újrónafő határvonalán..
Teljes hossza, az országos közutak térképes nyilvántartását szolgáló kira.gov.hu adatbázisa szerint 3,908 kilométer.

## Települések az út mentén
- Mosonszolnok
- (Újrónafő)